# Salsolòidies
Salsoloideae és un terme científic que defineix una subfamília botànica de les amarantàcies que abans formava part de les quenopodiàcies. En català se'n pot dir salsolòidies.

## Descripció i distribució
Són herbes, subarbustos, arbustos o fins i tot alguns petits arbres (com Haloxylon ammodendron). Les tiges i les fulles sovint són suculentes. L'ovari conté un embrió espiral. En la majoria dels gèneres, les peces del periant són persistents en el fruit i es desenvolupen en forma d'ales escarioses a l'exterior de la fructificació, cosa que li facilita la seva dispersió pel vent (anemocòria). Moltes d'elles (com les que viuen a casa nostra) toleren una certa salinitat (halòfits) o bé llocs rics en nitrats (ruderals).
La àrea de distribució principal d'aquests gèneres són àrees desèrtiques i semidesèrtiques des d'Àsia central a l'Orient Mitjà. També hi ha espècies que viuen a Àfrica o Austràlia i algunes a la conca de la Mediterrània.

## Gèneres
Aquesta subfamília té més de 30 gèneres, molts dels quals no són presents als Països Catalans. De tots ells en podríem destacar els següents que si que hi són presents:
- Salsola
- Suaeda
- Haloxylon
- Hammada
- Halogeton
- Anabasis